# І все освітилося
«Все́ я́сно», «І все освітилося» (англ. Everything Is Illuminated) — американський пригодницький, трагікомедійний фільм Лієва Шрайбера 2005 року, ролі в якому зіграли Елайджа Вуд та Євген Гудзь. Фільм був знятий за мотивами однойменної книги Джонатана Сафрана Фоера. Стрічка була дебютом для Лієва Шрейбера як режисера й автора сценарію, і отримала розголос у західній пресі. 
Фільм подає негативні стереотипи про українців та Україну, передусім Волинь, та спотворює роль українців в реальних історичних подіях.

## Сюжет
Джонатан Фоєр, молодий американський єврей, їде в Україну шукати жінку, яка врятувала його діда в українському місті Трачімброді (Трохимбрід на Волині), перед тим, як туди прийшли німці. За допомогою своїх провідників — одесита Алекса Перчова, який розмовляє дикою й неоковирною англійською, та його діда, який вдає сліпого.

## Акторський склад
- Елайджа Вуд — Джонатан Сафран Фоер
- Євген Гудзь — Алекс
- Борис Лескін — Дідусь
- Лариса Лаурет — Ліста
- Сюзана Годкова — Матір Алекса
- Елаяс Бауер — Хлопчик-пастух
- Юрій Лемешев — Учасник гурту
- Памела Ресін — Барабанщик
- Джонатан Сафран Фоер — Прибиральник з повітродувкою

## Музика
Музика до фільму складається із восьми російських блатних і болгарських народних пісень, в обробці Пола Кантелона, та у виконанні гуртів «Ленінград», «Tin Hat Trio» та «Gogol Bordello», чий вокаліст і зіграв роль Алекса. Пісня гурту «DeVotchKa» «How It Ends» («Як це закінчується») звучить у трейлері, але не є серед офіційних саундтреків.

## Відмінності між книгою та фільмом
- У стрічці, Алекс б'є Семі Девіса Джуніора Джуніора, за що на нього кидається дідусь. У книзі такого немає.
- Книга розповідає подробиці, які відбулися перед поїздкою Джонатана в Україну. Фільм акцентує саме на цій подорожі, і рідко розповідає про події перед нею.
- У книзі, дідусь був змушений обирати між власним життям та своїм найкращим другом. Через біль та страх, він прикидається і поводить себе як антисеміт. У фільмі, дідусь зображений як людина, котрій чудом вдалося уникнути смерті від рук нацистів. Прикинувшись мертвим після розстрілу, він змінює власне ім'я, щоби приховати те, що він єврей.
- Наприкінці книги, батько Алекса йде із сім'ї. У фільмі у нього набагато менша роль, і він з'являється наприкінці стрічки на похороні дідуся.
- У фільмі, Ліста є сестрою Августини. У книзі вони не мають нічого спільного, і Ліста її не знає.
- У фільмі, Алекс називає Джонатана «колекціонером», на відміну від книги, де він — «герой». Також у стрічці Джонатан заперечує те, що він письменник. У книзі, навпаки, він каже, що відчуває ніби він «народився щоби писати».
- У книзі дідусь — християнин; у фільмі він зображений євреєм.
- У фільмі є сцена, де головні герої сплять посеред поля, якої у книзі нема.
- У стрічці хлопчик-пастух просить у подорожуючих жуйку та псує їм колесо. Цього епізоду немає у книзі.
- У фільмі дідусь закінчує життя самогубством, перерізавши вени у ванній, наприкінці їхньої із Джонатаном подорожі. У книзі він робить це пізніше, після повернення Джонатана до США.
- У книзі події відбуваються в 1997 році. У фільмі — в 2004-му.
- У книзі, Алекс каже що він ніколи не зустрічав єврея хоча живе в Одесі.
- У книзі, офіціантка в Луцьку признається що також ніколи не бачила євреїв і питається чи в них ростуть роги на голові.

## Цікаві факти
- Автор книги, Джонатан Сафран Фоер, з'являється на початку фільму в ролі прибиральника, який здуває листя на цвинтарі.
- Майже увесь фільм був знятий у Чехії, а не в Україні. Так, наприклад, дороги у фільмі зовсім нові, а також зустрічаються села, де дахи будинків мають лише червоний колір.
- Євген Гудзь є лідером гурту Gogol Bordello. Весь гурт з'являється у фільмі в повному складі — в епізоді на Львівському вокзалі, де Алекс наймає місцевих музикантів грати американський гімн.
- Будівля залізничного вокзалу з написами «Львів» і «Центральний вокзал» насправді «Промисловий палац[cs]» виставкового комплексу «Виставіште» у Празі.
- Автомобіль, з допомогою якого подорожують головні герої фільму, марки «Трабант».

## Критика

### Спотворене зображення українців у фільмі
Фільм цілковито перекручує факти з історії та сучасного життя українців, спотворює їх звичаї та роль у реальних історичних подіях, зокрема приписує українцям антисемітизм. Після перегляду фільму у глядача залишається негативний образ України, передусім Волині.
Іван Качановський, доктор філософії (політика) Факультету політології Торонтського університету в Канаді з приводу викривлення історичних подій у фільмі зазначив:
У фільмі селянська хата зображена у «типовому» для України непривабливому стані, без електрики, без городу, присадибного господарства та без під'їздної дороги. А жителька цієї хати взагалі боїться сідати в автомобіль, тому що вона за все своє довге життя ні разу на ньому не їздила. Вона, хоча і живе поблизу шосейної дороги до районного центру Ківерців та обласного центру Волині, виявляється, ніколи не мала ні радіо, ні телевізора, і не читала газет…

[…] У фільмі Фоер стверджує що через анти-семітизм українців євреям в Україні перед війною жилось, як у нацистській (!) Німеччині, і тому багато євреїв тоді вважали, що прихід гітлерівських військ покращить їх становище.
[…] Мої наукові дослідження на рідній Волині свідчать, що діда Джонатана Фоера ймовірніше за все врятували українські партизани зо сусіднього з Трохимбродом села Клубочин, розташованого в Ківерцівському районі Волинської області.
Згідно зі спогадами українських, російських та єврейських партизан, розмовами з жителями Клубочина та матеріалами музею в цьому селі, загін, сформований Олександром Філюком з мешканців Клубочина та сусідніх сіл, включив до свого складу групу єврейських партизан з Трохимброда й узяв під свою охорону понад півтори сотні євреїв, тобто майже всіх із менш ніж двох сотень людей, які врятувались після масових розстрілів німцями, яким допомагала місцева поліція, декількох тисяч євреїв Трохимброду та навколишніх поселень у серпні-жовтні 1942 року. У відповідь за дії партизан, німці з допомогою місцевої поліції 4 листопада 1942 року розстріляли 137 жителів Клубочина, зокрема 36 дітей.
Фоер в реальному житті, у фільмі та книзі шукає жінку на ім'я Августина. Як не дивно, але Фоер після своєї подорожі в Україну, і творці фільму не переймалися пошуками Августини або інших можливих рятівників. Ім'я Августина не є українським, і з фотокартки недавно розміщеній на вебсайті фільму видно, що воно написане не українською, або навіть не польською чи чеською мовами. Це ім'я, а також дата (1939 рік), одяг жінки й інших людей, та оточення на фото вказують на те, що Августина була голландкою або навіть німкенею, ймовірно з Юзефіна, розташованого поблизу єврейського Трохимброду, який ще також називався Софіївкою, де жив дід Фоера. І вона навряд чи могла б його переховувати під час війни, тому що після того як Волинь, як й інші західноукраїнські землі, була приєднана до Радянського Союзу в вересні 1939 року, в результаті радянсько-німецьких домовленостей німецькі, а разом з ними й голландські колоністи, виїхали з цих місць. А колишню колонію Жозефіни було спалено невдовзі після масового розстрілу жителів єврейського містечка 1942 року.
[…] Про українських партизан та масовий розстріл українців Клубочина у фільмі та книзі не сказано ні слова. Натомість, у своїй книзі Фоер називає українців під час війни майже такими ж поганими як нацисти, звинувачує їх у небажанні допомогти вцілілим євреям Трохимброду, а діда Алекса робить причетним до злочину нацистів.
[…] …чи хтось буде перейматися викривленим іміджем України у цьому фільмі, який демонструвався на Венеціанському, Торонтському, Лондонському та Братиславському кінофестивалях і якому пророкували Оскара — питання риторичне.

## Нагороди
У 2005 році Лієв Шрайбер отримав 3 нагороди за дебютну стрічку:
- Lanterna Magica Prize (Венеційський кіно-фестиваль)
- Найкращий біографічний фільм (Венеційський кіно-фестиваль)
- Найкращий сценарій (Міжнародний кіно-фестиваль у Сан-Паоло)